# 397 km (obwód smoleński)
397 km (ros. 397 км) – przystanek kolejowy w pobliżu miejscowości Leszyno i Staroje Szyszłowo, w rejonie kardymowskim, w obwodzie smoleńskim, w Rosji. Leży na linii Moskwa - Mińsk - Brześć.